# Dorothea Jordanová
Dorothea Jordanová (nepřechýleně Jordan) (21. listopadu 1761 – 5. července 1816), známá také jako Mrs. Jordan a dříve jako Miss Francis nebo Miss Bland, byla anglo-irská herečka, kurtizána a milenka budoucího krále Viléma IV. v době, kdy byl vévodou z Clarence. Společně měli nelegitimní potomky, kteří nesli příjmení FitzClarence.

## Mládí
Dorothea Blandová (často oslovována Dorothy nebo Dora) se narodila nedaleko Waterford v Irsku dne 21. listopadu 1761 a byla pokřtěna 5. prosince téhož roku. Byla třetím ze šesti dětí Francise Blanda a jeho milenky Grace Phillipsové. Jejími sourozenci byli:
- George Bland
- Hester Blandová
- Lucy Blandová
- Francis Bland
- Nathaniel Phillips Bland

Do dubna roku 1774, kdy bylo Dorothee 13 let, její otec pracoval jako kulisák, poté rodinu opustil a oženil se s herečkou. Rodinu podporoval nadále velkými obnosy peněz výměnou za to, že jeho děti nebudou používat jeho příjmení. Dorothea tak přijala jméno své matky za svobodna, Phillipsová. Tato situace Dorotheu donutila pracovat, aby pomáhala živit její sourozence. Její matka, herečka z povolání, v ní viděla potenciál a pomohla jí dostat se na jeviště.

## Dřívější vztahy
Dorothea měla milostný poměr se svým prvním manažerem Richardem Dalym, který byl v tu dobu ženatý a měla s ním nemanželské dítě:
- Frances Dalyová (přezdívaná Fanny; narozena v září 1782; později si změnila jméno na Frances Bettesworth a v roce 1809 se provdala za Thomase Alsopa).

Díky této spolupráci a vztahu se Dorothee podařilo udržet si práci herečky v Dublinu. Poté se pár rozešel a ona se přestěhovala do Anglie. 
V Anglii měla krátký románek s armádním poručíkem Charlesem Doynem, který ji i požádal o ruku. Ona jej však odmítla a odjela pracovat do divadelní společnosti Tatea Wilkinsona, se kterým také udržovala poměr. V tu dobu používala jako své umělecké jméno přezdívku Mrs. Jordan; ta symbolizovala její útěk přes Irské moře, a odkazuje na blízkovýchodní řeku Jordán. Toto jméno jí dal pravděpodobně už její milenec Richard Daly po narození jejich nemanželské dcery.
Krátce poté, co románek s Wilkinsonem ukončila, začala si Georgem Inchbaldem, největším mužským hercem Wilkinsonovy společnosti. Podle Claire Tomalinové, biografky Dorothey, se chtěla za Inchbalda i provdat, byla do něj velmi zamilovaná. Nikdy ji však o ruku nepožádal. Se zlomeným srdcem jej opustila v roce 1786 začala udržovat poměr se Sirem Richardem Fordem, policejním soudcem a právníkem. Když jí přislíbil sňatek, odstěhovala se za ním. Společně měli tři nemanželské děti:
- Dorothea Maria Fordová (narozena v srpnu 1787, provdána za Fredericka Edwarda Marche v roce 1809).
- syn, který zemřel ihned po narození v říjnu nebo listopadu 1788
- Lucy Hester Fordová (narozena 1789, provdána za Samuela Hawkera — později generála a sira — v roce 1810).

Dorothea začala udržovat poměr s vévodou z Clarence v momentě, kdy si uvědomila, že si ji Ford nikdy nevezme a opustila jej. Děti byly přiděleny do péče její sestry Hester, která se s nimi odstěhovala do domu v Bramptonu. V listopadu roku 1791 přesunula všechny své úspory do rukou Forda a sestry Hester, aby její děti byly dobře živeny a měly dostatek peněz na vzdělání. Každoročně jim poté vyplácela rentu.

## Vztah s králem Vilémem IV.
Krásná, vtipná a inteligentní Dorothea se brzy stala středem pozornosti mnoha bohatých mužů. Stala se milenkou prince Viléma, vévody z Clarence, třetího syna krále Jiřího III., poté, co si jí v roce 1790 všiml na Drury Lane. Dorothea s ním začala žít v Clarence a později v roce 1797 se přestěhovala do Bushy House. Zdálo se, že se nezatěžovala politikou ani politickými intrikami, které se často odehrávaly v zákulisí královských dvorů. Společně zplodili deset nelegitimních potomků, které přijaly příjmení FitzClarence:
- George FitzClarence, 1. hrabě z Munsteru (29. ledna 1794 – 20. března 1842), zakladatel větve hrabat z Munsteru, oženil se s Mary Wyndham
- Henry FitzClarence, (27. března 1795 – září 1817), neoženil se a neměl děti
- Sophia Sidney, baronka De L'Isle a Dudley (srpen 1796 – 10. dubna 1837)
- Lady Mary Fox (19. prosince 1798 – 13. července 1864)
- Lord Frederick FitzClarence (9. prosince 1799 – 30. října 1854)
- Elizabeth Hay, hraběnka z Erroll (17. ledna 1801 – 16. ledna 1856)
- Lord Adolphus FitzClarence (18. února 1802 – 17. května 1856)
- Lady Augusta Gordon (17. listopadu 1803 – 8. prosince 1865)
- Lord Augustus FitzClarence (1. března 1805 – 14. června 1854)
- Amelia Cary, vikomtesa Falklandská (21. března 1807 – 2. července 1858)

## Pozdější život
V roce 1811 se vztah Dorothey a vévody Viléma po jednadvaceti letech rozpadl kvůli nátlaku královské rodiny, která chtěla, aby si našel vhodnou manželku. Dorothea dostávala ročně výplatu 4 400 pencí, dcery byly ponechány v její péči, zatímco o syny se staral Vilém. Díky vysokým částkám, které dostávala nejen pro sebe, ale i pro své děti, se již nemusela vrátit na jeviště.
V roce 1814 se její zeť Thomas Alsop velmi zadlužil a Dorothea se tak vrátila zpět na jeviště, aby mu pomohla dluhy splácet. Když se o tom Vilém dozvěděl, odebral jí z péče i jejich dcery a přestal jí vyplácet rentu. Dorothea psala dopisy do britských divadel a novin, aby ji opět najali. Veřejně se přiznala ke svému mileneckému poměru a díky tomu se stala mnohem větší celebritou.
Po odchodu z jeviště v roce 1815 prodala Dorothea svůj dům a přestěhovala se do Boulogne ve Francii, kde využívala falešná jména Mrs. James nebo Mrs. Johnson a plánovala pouze krátkodobý pobyt. Žila velmi skromně, nájem však měla vždy včas zaplacený. Jelikož nebyla povolána zpět do Anglie, přestěhovala se na konci roku do Versailles. Krátce na to se odstěhovala do Saint-Cloud nedaleko Paříže. Tyto dva kroky učinila nejspíš kvůli tomu, aby byla nablízku svému synovi Frederickovi, který působil v Paříži ve službách britské armády. Během pobytu ve Francii byla podvedena svou dcerou Frances a jejím zetěm Thomas Alopem, kteří na její jméno nasbírali nespočet dluhů. V tuto dobu se výrazně zhoršilo její zdraví a to jak fyzické, tak i psychické. Trpěla žlučníkovými záchvaty, bolestmi v bocích, otoky kotníků, dušností a celkovou slabostí. Velmi se jí stýskalo po dětech, ve jednom z dopisů uvedla: "Není to kvůli absenci pohodlného života, na který jsem byla zvyklá. Zabíjí mě to centimetr po centimetru, že už možná do konce svého života své děti neuvidím."
Dorothea zemřela osamělá a v chudobě dne 5. července 1816 na následky prasklé cévy po prudkém zánětu hrudníku. Byla pohřbena na městském hřbitově v Paříži.